# Московський академічний театр сатири
Московський академічний театр сатири також Театр Сатири (рос. Московский академический театр сатиры, Театр сатиры) — драматичний театр у Москві, один з найстаріших театральних колективів Росії.

## Історія
Московський академічний театр сатири був створений 1 жовтня 1924 року. 
Першим художнім керівником театру був Олексій Алексєєв, який займав цю посаду з 1924 по 1928 рік. З початку 1930-х років репертуар театру був переорієнтований на побутову комедію. У 1950-ті роки були поставлені кілька творів Маяковського, які стали перехідними для театру. 
У 1984 році Театру Сатири було присвоїло театру звання академічного.

### Музей театру
Театр Сатири у 2002 році відкрив свій власний музей. Експозиція складається зі старих афіш та світлин, зроблених на виставах, подарунків та сувенірів, подарованих артистам театру вдячними глядачами. 

## Керівники театру
- Олексій Алексєєв (1924 — 1926)
- Давид Гутман (1926 — 1929)
- Микола Горчаков (1933 — 1948)
- Микола Петров (1948 — 1953)
- Петро Васильєв (1953 — 1956)
- Валентин Плучек (1957 — 2000)
- Олександр Ширвіндт (2000 — 2021)
- Сергій Газаров (2021 — донині)

## Відомі актори театру
- Осип Абдулов
- Ольга Аросєва
- Олександр Бєлявський
- Євген Весник
- Михайло Державін
- Рина Зелена
- Федір Куріхін
- Іван Любезнов
- Спартак Мішулін
- Андрій Миронов
- Луїза Мосендз
- Борис Новиков
- Анатолій Папанов
- Тетяна Пельтцер
- Борис Рунге
- Всеволод Сафонов
- Олександр Ширвіндт

## Трупа театру
- Максим Аверін
- Федір Добронравов
- Олена Підкамінська
- Світлана Рябова
- Олена Яковлєва